# 山口啓介
山口 啓介（やまぐち けいすけ、1962年1月6日 - ）は、日本の美術家。兵庫県西宮市出身。
武蔵野美術大学を卒業後、大型銅版画作品で数々の賞を受賞し鮮烈なデビューを遂げる。その作風から「方舟」や「宇宙船」のモチーフ、また宇宙的、生命的イメージが知られることとなる。以降、立体、絵画、インスタレーションなど、さまざまなメディアによる作品を展開する。1997年に発案した音楽用カセットケースと花や植物を使った作品「カセットプラント」が注目される。2002年に発表した、キャンバス絵画シリーズ「花の心臓」は代表作とされ、繰り返しこのモチーフが使われている。2013年の瀬戸内国際芸術祭で、香川県男木島の海岸に《歩く方舟》を設置する。
2009年から2013年まで武蔵野美術大学客員教授。

## 経歴

### 生い立ち
1962年西宮市に生まれる。祖父は兵庫の寺（浄土宗）の住職で、祖父亡きあと父が住職をつとめる。当時サラリーマンだった父の転勤で大阪府枚方市、福岡県福岡市、東京都世田谷区と転居をくりかえす。実弟はアートディレクターの山口アツシ。大学時代から東京都福生市の米軍ハウスに居住し制作。大学では油絵を描いていたが授業で銅版画を経験したことがきっかけで制作をはじめる。卒業後、同大学の研究室に入る。この頃に山口自身が恩人と語る池田満寿夫と出会い、満陽工房で銅版画制作の手伝いをしながら自身の作品をつくる機会を得る－《水船のためのsketch-満陽工房で》(1989年)。

### デビュー後、アメリカとドイツへ
1989年からの2年間で集中的に大型銅版画にとりくむ。1990年ヒルサイドギャラリー（東京）で初個展。1992年、Asian Cultural Councilの助成によりニューヨーク滞在、同年文化庁芸術家在外研修員としてフィラデルフィア（ペンシルベニア大学）に派遣。このとき大型組み合わせ銅版画の中で最も大きい作品となる《エノラ・ゲイ》の制作にとりかかる。1994年《エノラ・ゲイ》を含む銅製の船の立体作品などと組み合わされたインスタレーション《Calder Hall Ship Project》を発表。1995年に大阪トリエンナーレ1994の関西ドイツ文化センター・デュッセルドルフ市特別賞により渡独。ドイツ、デュッセルドルフ市から提供されたアトリエで《原子力発電所》《象の檻》《世界地図》の3つのシリーズからなる大型の絵画（紙）を制作する。その後、引き続きアトリエ・ヒューアベックの助成を受けデュッセルドルフに滞在。

### 日本での活動
1997年に帰国後、キャンバス絵画《コロニー》シリーズと、カセットプラントを発表。1998年以降、カセットプラントによるワークショップなど活動を広げる。1999年から2001年にかけて、しばらくやめていたエッチングを再開し《メメ海月・３つの現れ》と、自家製版画本《枯野と幼年期の終わり》を制作する。2001年ごろ、ゲーテの原植物の概念や、三木成夫の考えに触発され、植物と人間のアナロジー的絵画作品《花の心臓》シリーズを制作発表。2005年、イラクの劣化ウラン弾に被曝した子供を描いた《DU Child》を、初めての木版で制作する。2011年3月11日以降、《震災後ノート》を付けはじめる。2013年、瀬戸内国際芸術祭2013で男木島に歩く方舟を制作。同年いわき市立美術館でhakobune プロジェクトを開催。東日本大震災後、2015年「原‐ききとり」いわき市立美術館、2015-2016年「カナリア」豊田市美術館、2019年「後ろむきに前に歩く」広島市現代美術館で三部作的な個展を開催。2001年から、東京と兵庫に在住、制作。

## 主な展覧会（個展）
- 2002年「山口啓介｜植物の心臓、宇宙の花」 西宮市大谷記念美術館
- 2003年「山口啓介展　空気柱 光の回廊」 高崎市美術館
- 2005年「いのちを考える 山口啓介と中学生たち」 伊丹市立美術館
- 2007年「山口啓介－睡蓮の地球図」 国際芸術センター青森
- 2015年「山口啓介 原-ききとり 歩く方舟、海を渡る星図、震災後ノート」いわき市立美術館
- 2015-2016年「山口啓介－カナリア」豊田市美術館
- 2019年「山口啓介 後ろむきに前に歩く」広島市現代美術館

## エピソード
- 1992年にACCと文化庁芸術家在外研修の助成を受けアメリカに滞在していた頃、同年代の音楽家に言われた一言にちょっとした衝撃を受ける。「アメリカが発明の国だ」と言って挙げたのは「飛行機、ラジオ、コンピュータ…」そして最後に「原子爆弾」。広島、長崎の歴史を持つ日本人に対する、その言葉のあまりの軽さに違和感を覚え、同じような「軽さ」で返したいとの思いから《エノラ・ゲイ》という銅版画作品を制作する。
- カセットプラントは、映画ジュラシックパークから着想を得ている。琥珀に封印された蚊の遺伝子を取り出し、再生させて恐竜を復活させるという考え方を、琥珀の代わりに天然樹脂を使ってカセットケースの中に植物や花を保存しはじめた。そのように未来へ遺伝子を残していくというストーリーは初期の作品の方舟的なものとつながっているという。

## 主な作品
- 王の墓　（1989年　エッチング）
- 千の高原　（1990年　エッチング）
- 水路－王の方舟　（1990年　エッチング）
- 胞子を蒔く船　（1990年　エッチング）
- 炭素の船　（1990年　エッチング）
- 4つの黒船　（1990年　エッチング）
- 繭の記憶　（1991年　エッチング）
- RNA World-5つの空5つの海　（1991年　エッチング）
- プルトニウムの輸送　（1992年　紙の絵画（キャンバスに貼られた））
- Calder Hall Ship - ENOLA GAY （1994年　エッチング）
- 「象の檻」シリーズ　（1995年　樹脂による紙の絵画）
- 「原子力発電所」シリーズ　（1995年　樹脂による紙の絵画）
- 「世界地図」シリーズ　（1995年　樹脂による紙の絵画）
- 「本」のシリーズ　（1996年～　蜜蝋で封印された本）
- 「Colony」シリーズ　（1997年　自立式キャンバス絵画）
- カセットプラント　（1997年　カセットケースと植物によるインスタレーション）
- ネパールの蘭　（1999年　NECOプリントによる絵画）
- 層状の絵画 ／室町の蘭　（1999年　インクジェット、布、オブジェクトによる絵画）
- メメ海月・３つの現れ　（1999-2001年　エッチング）
- 枯野と幼年期の終わり　（1999-2001年　エッチングによる自家製版画本）
- イタリア旅行　（2001年　エッチングとテキストによる版画集）
- 原植物＝Die Urpflanzeの花図譜　（2002年　エッチングによる自家製版画本）
- 花の心臓シリーズ　（2002-2003年　樹脂によるキャンバス絵画）
- 植物輪蔵　（2002年　カセットプラントによる立体）
- 星の宮　（2003年　カセットプラントによる立体）
- 星花冠／紫鐘　（2004年　インクジェットプリント、樹脂によるキャンバス絵画）
- 緑化砂 劣化ウランのこどもたち　（2004年　エッチングとテキストによる版画集）
- DU Child　（2005年～　木版拓摺り）
- 光の樹/粒子と稜線　（2005,2006年　カセットプラントによる立体）
- 睡蓮の地球図　（2007年　紙の絵画）
- ミミの心臓　（2007年　キャンバス絵画）
- 雛菊の子宮　（2007年　キャンバス絵画）
- 「女性水浴図」シリーズ1-4　（2008年　石膏による絵画）
- アノマリー 新潟絵地図／niigata map  （2009年 紙の絵画）
- 「星座」シリーズ　（2010年　リトグラフ）
- 戦争機械　（2010年　キャンバス絵画）
- 「アトムと素粒子」シリーズ　（2010年　キャンバス絵画）
- hiBakuSya （2011年 キャンバス絵画）
- 黒い泪　（2012年　キャンバス絵画）
- 歩く方舟　瀬戸内国際芸術祭 　（2013年　FRP彫刻）
- 歩く方舟　いわき市立美術館展示作品　（2013年　木彫）
- 歩く方舟‐海を渡る叙事詩　（2013-2017年　エッチングによる版画集）
- 原‐聞きとり 海を渡る星図１　 (2014-15年　紙の絵画）
- 海を渡る星図２　（2015年　紙の絵画）
- 「山水の構造」シリーズ1-4　（2015年　キャンバス絵画）
- 朱色の人　（2015年　キャンバス絵画）
- 心臓のarchetype　 （2015年　キャンバス絵画）
- 共存する２つの顔、世界　（2017‐18年　紙の絵画）
- H/F島のクーポラ　（2018-19年　紙の絵画）
- 共存する３つの顔、世界　（2019年　紙の絵画）
- 《死海 ファルージャ》「地球・爆」第８番より　（2019年　キャンバス絵画）
- 《白虎 リヴァイアサン》《進化論・退化説》「地球・爆」第８番より　（2019年　キャンバス絵画）
- 睡蓮を巡って　海を渡る叙事詩　（2019年　紙の絵画）
- 原-聞きとり、ふたたび　human/nature　（2020年　紙の絵画）
- コロナ禍のresilient、2月11日から8月12日まで　(2021年　紙の絵画)
- 震災後ノート　　（2011年～ 　スケッチブック）